# Erebia ethela
Erebia ethela är en fjärilsart som beskrevs av Edwards 1891. Erebia ethela ingår i släktet Erebia och familjen praktfjärilar. Inga underarter finns listade i Catalogue of Life.